# Weißer Anaga-Natternkopf
Der Weiße Anaga-Natternkopf (Echium simplex), auch Einfacher Natternkopf genannt, ist eine Pflanzenart aus der Gattung der Natternköpfe (Echium) in der Familie der Raublattgewächse (Boraginaceae). Er ist ein Endemit der Kanareninsel Teneriffa. Der spanischsprachige Trivialname lautet Arrebol tajinaste.

## Beschreibung

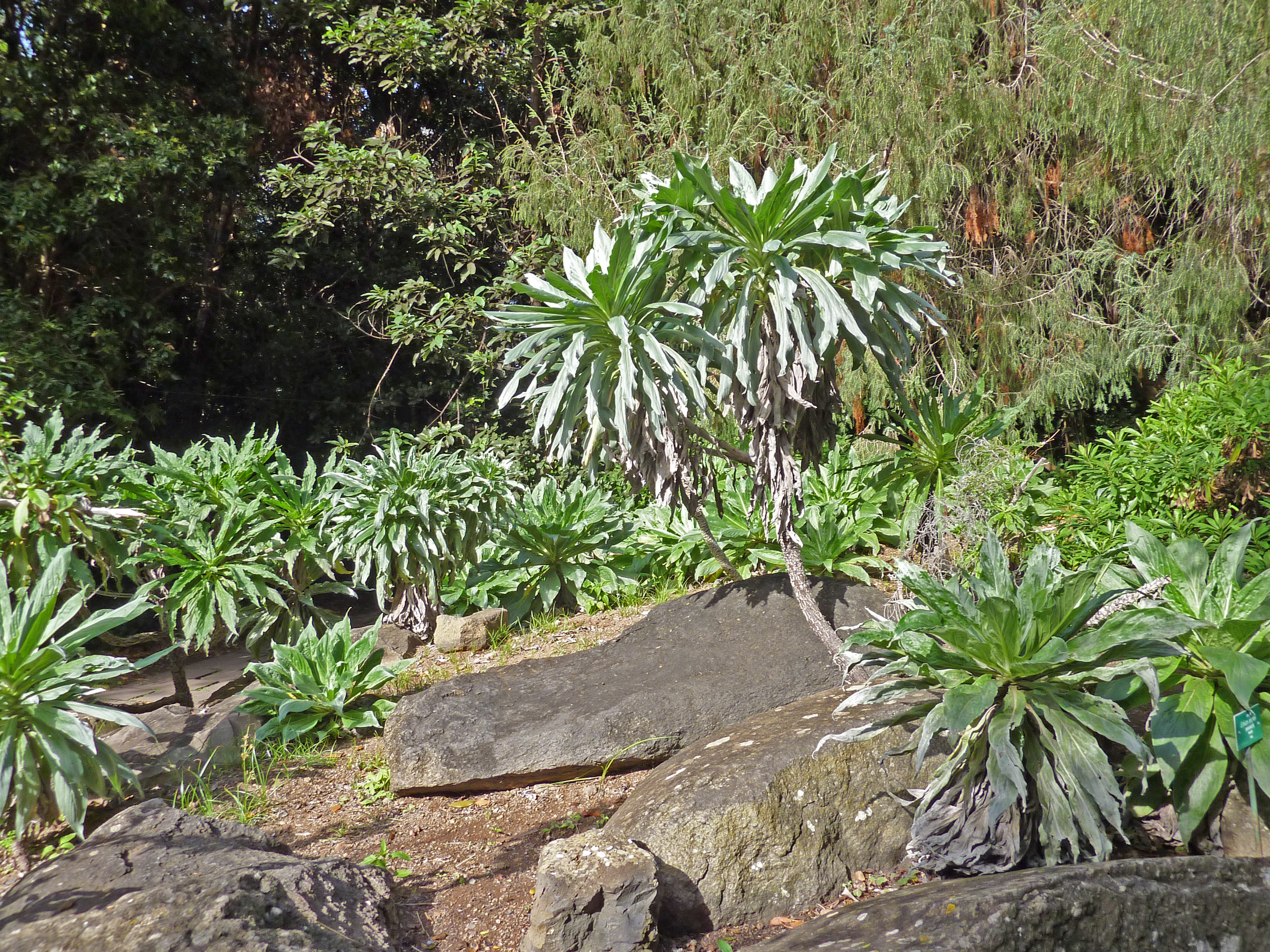
Habitus bevor die Blütenstände gebildet werden

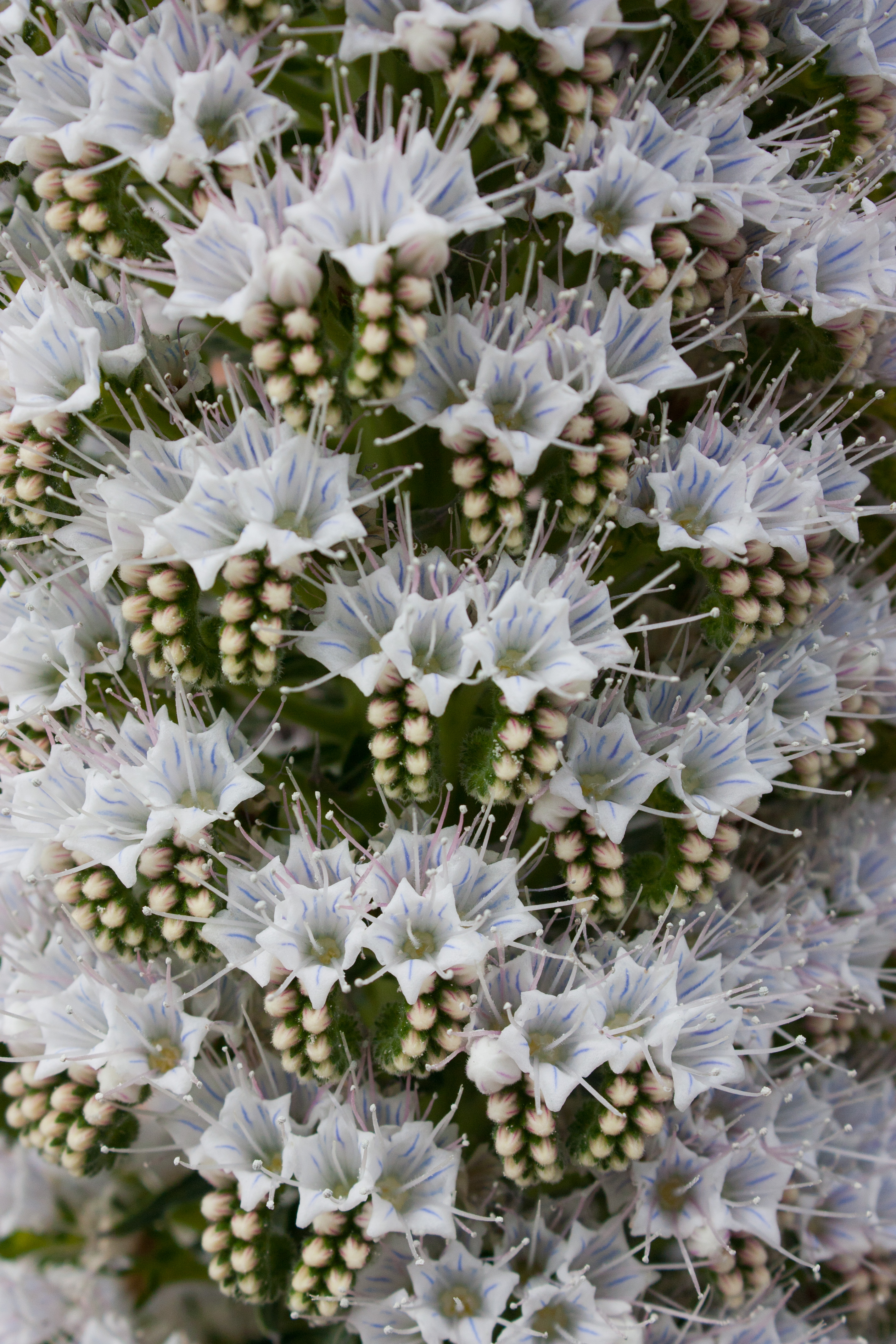
Detail des Blütenstandes

### Vegetative Merkmale
Echium simplex ist eine mehrjährige krautige Pflanze. Sie bildet eine Blattrosette („Schopfrosette“). Die einfachen, dicht anliegend silbrig-seidig behaarten Laubblätter sind bei einer Länge von 10 bis 40 Zentimetern sowie einer Breite von 4 bis 9 Zentimetern elliptisch.

### Generative Merkmale
Die Blütezeit reicht von April bis Mai. Der Blütenstand erscheint erst nach 4 bis 5 Jahren, bei einer Untersuchung zahlreicher Pflanzen im Wildbestand wurde das Alter blühender Pflanzen sogar auf etwa 5 bis 9 Jahre abgeschätzt. Die Pflanze erreicht dann eine Wuchshöhe von bis zu 3 Metern, wovon der verlängerte Blütenstand bis zu  1,5 Metern einnimmt. Nach der Samenbildung stirbt das Exemplar ab. Der Blütenstand ist beblättert. Die Blüten stehen sehr dicht in einem langgestreckten Blütenstand, der aus Doppelwickeln (Thyrsen) aufgebaut ist. Die zwittrigen Blüten sind fünfzählig mit doppelter Blütenhülle. Der Kelch hat eine Länge von 6 mm mit lanzettlichen spitzen Kelchzipfeln. Die schmal glockenförmige, regelmäßig fünflappige, weiße, blassblau genervte Krone ist 9 bis 12 Millimeter lang. 

## Ähnliche Arten
Echium simplex ist eine der drei mehrjährigen, aber nur einmal kerzenförmig blühenden und danach absterbenden (Fachausdruck: monokarpen) Echium-Arten der Kanaren (außerdem: die rot blühende Echium wildpretii auf Teneriffa und die blau blühende Echium pininana auf La Palma).

## Vorkommen
Der Weiße Anaga-Natternkopf kommt in einem kleinen Gebiet im Norden des Anaga-Gebirges in den oberen Bereichen des Sukkulentenbusches bis zu einer Höhenlage von etwa 650 Metern vor. Die größte bekannte Population nordwestlich der Ortschaft Chamorga, unterhalb der Felsen am Weg von den Casas de Tafada zum Leuchtturm El Faro umfasst etwa 10.000 Exemplare. Aufgrund des kleinen Verbreitungsgebietes wurde diese Art in der spanischen Roten Liste in der Kategorie „vulnerable“ = „gefährdet“ aufgenommen. Sie ist in Regionen mit ähnlichem Klima, zum Beispiel Australien und Südafrika, ein Neophyt.

## Nutzung
Der Weiße Anaga-Natternkopf wird auch als Zierpflanze verwendet.